# Логойский район
Лого́йский райо́н (бел. Лаго́йскі раён) — административно-территориальная единица на севере Минской области Республики Беларусь. Административный центр — город Логойск. 
Численность населения — 38 384 человек (на 1 января 2025 года).

## История
Образован 17 июля 1924 года. В 1924—1930 годах — в составе Минского округа, в 1930—1938 годах — в прямом республиканском подчинении, с 15 января 1938 года — в Минской области.
22 сентября 1927 года в результате упразднения Зембинского района в состав Логойского района был передан Швабский сельсовет. 18 января 1931 года в результате упразднения Острошицко-Городокского района в состав Логойского района были переданы 3 сельсовета. 25 декабря 1962 года в результате упразднения Плещеницкого и Смолевичского районов в состав Логойского района были переданы 10 сельсоветов Плещеницкого и 2 сельсовета Смолевичского района (последние возвращены вновь образованному Смолевичскому району 6 января 1965 года).
20 октября 1995 года административные единицы Логойский район и посёлок Логойск, имеющие общий административный центр, объединены в одну административную единицу — Логойский район.
В 1998 году Логойску присвоен статус города.
26 августа 2023 года территория городского посёлка Плещеницы включена в состав Плещеницкого сельсовета.

## География

### Территория
Площадь — 2,4 тыс. км². Продолжительность с севера на юг — 90 км, с запада на восток — 80 км.
Граничит на востоке с Борисовским районом, на юго-востоке — со Смолевичским, на юго-западе — с Минским, на западе — с Вилейским и на севере — с Докшицким районом Витебской области.

### Рельеф
Расположен на Минской возвышенности и в Нарочано-Вилейской низине, что создаёт необычайно контрастный выразительный рельеф и колоритные пейзажи, за что этот край прозвали белорусской Швейцарией.
Возле д. Кузевичи и д. Логоза имеется один из трёх в Беларуси метеоритных кратеров, т. н. Логойский кратер (600-метровый метеорит упал 40 млн лет назад — задолго до ледникового периода): диаметр — 15 км, глубина — 1000 м. Не виден невооружённым глазом (был обнаружен случайно).
Южная часть района размещена в границах Логойской и Плещеницкой возвышенностей и имеет высокохолмистый грядовый рельеф. Абсолютные высоты колеблются от 240 до 310 м, северо-западная часть — на Нарочано-Вилейской низине.

### Полезные ископаемые
Район имеет залежи торфа и песчано-гравийных смесей.

### Климат
Климат умеренно-континентальный. Средняя температура января −7 °C, июля 17,6 °C. Среднегодовое количество осадков — 630 мм. Продолжительность вегетационного периода составляет 188 дней.

### Гидрография
Характерной географической особенностью района является то, что по его территории проходит водораздел Балтийского и Чёрного морей.
По территории района протекает 46 рек. Общая продолжительность речной сетки составляет 673 км. В границах района находятся левобережные притоки реки Вилия — реки Лонва, Двиноса, Илия, Крайщенка, Дроздна. Самая большая река района — Гайна с притоками Цна, Усяжа, Черняшка. Река относится к бассейну реки Березина.
На территории района размещены 2 озера, 20 прудов, одно водохранилище (Плещеницкое (Войковское), возле г. п. Плещеницы), площадью 260 га.
Площадь водоохранных зон на территории района составляет 56,5 тыс. га, прибрежных полос — 5,1 тыс. га.

## Административное устройство
На территории района 12 сельсоветов:
- Беларучский
- Гайненский
- Задорьевский
- Каменский
- Крайский
- Логойский
- Околовский
- Октябрьский
- Острошицкий
- Плещеницкий
- Швабский
- Янушковичский

Упразднённые сельсоветы:
- Избищенский
- Знаменковский
- Логозинский
- Нестановичский
- Зареченский

## Природа и экология

### Растительность
Леса (в основном сосновые) занимают около 50 % территории района

### Охрана природы
В районе размещены 2 заказника государственного значения:
- «Антоново» (бобровый) 77 га
- «Купаловский» (республиканский)[13] 2000 га. Частично в Минском районе.

Памятники природы местного значения:
- Логойский парк (памятник садово-паркового искусства 1-й половины XIX в.)
- Логойский родник
- Погребищенские родники
- 4 заказника местного значения

## Население

### Численность
Численность населения — 38 384 человек (на 1 января 2025 года), в том числе городское (Логойск 15 567 человек, Плещеницы 5 845 человек) — 21 412 человек, сельское — 16 972 человек.
Общее количество населения района на 1 января 2018 года составляет 35 631 человека, в том числе в городских условиях проживают около 18 933 человек.
Плотность населения — 16 чел/км².
| Численность населения (по годам) | Численность населения (по годам) | Численность населения (по годам) | Численность населения (по годам) | Численность населения (по годам) | Численность населения (по годам) | Численность населения (по годам) | Численность населения (по годам) | Численность населения (по годам) | Численность населения (по годам) |
| 1996                             | 2001                             | 2002                             | 2003                             | 2004                             | 2005                             | 2006                             | 2007                             | 2008                             | 2009                             |
| -------------------------------- | -------------------------------- | -------------------------------- | -------------------------------- | -------------------------------- | -------------------------------- | -------------------------------- | -------------------------------- | -------------------------------- | -------------------------------- |
| 44 800                           | ▼41 554                          | ▼40 881                          | ▼39 994                          | ▼39 099                          | ▼38 356                          | ▼37 648                          | ▼37 053                          | ▼36 677                          | ▼36 343                          |
| 2010                             | 2011                             | 2012                             | 2013                             | 2014                             | 2015                             | 2016                             | 2017                             | 2018                             | 2019                             |
| ▼35 860                          | ▼35 609                          | ▼35 247                          | ▼35 088                          | ▲35 117                          | ▲35 145                          | ▲35 372                          | ▲35 517                          | ▲35 631                          | ▲35 689                          |
| 2020                             | 2021                             | 2022                             | 2023                             | 2024                             | 2025                             |                                  |                                  |                                  |                                  |
|                                  |                                  |                                  |                                  |                                  | ▼38 384                          |                                  |                                  |                                  |                                  |

### Проживание
В районе 319 населённых пунктов, среди которых город Логойск (13 099 человек) и городской посёлок Плещеницы (5834 человека).
Имеются 1 поселковый Совет и 16 сельсоветов.

### Демографические характеристики
В 2018 году 19,2% населения района было в возрасте моложе трудоспособного, 53,6% — в трудоспособном, 27,2% — старше трудоспособного; в Логойске доля населения в возрасте моложе трудоспособного самая высокая в Минской области (24,3%). Ежегодно в Логойском районе рождается 450—520 детей и умирает 600—800 человек. Коэффициент рождаемости — 12,7 на 1000 человек в 2017 году, коэффициент смертности — 18,2. Наблюдается естественная убыль населения, и ежегодно численность населения уменьшается на 100—300 человек по естественным причинам (в 2017 году — -197 человек, или -5,5 на 1000 человек). Численность населения растёт благодаря превышению численности людей, прибывших в район, над выбывшими (+311 человек в 2017 году). В 2017 году в Логойском районе было заключено 316 браков (8,9 на 1000 человек) и 115 разводов (3,2); уровень браков самый высокий в Минской области.
|                                               | 2010 | 2011 | 2012 | 2013 | 2014 | 2015 | 2016 | 2017 |
| --------------------------------------------- | ---- | ---- | ---- | ---- | ---- | ---- | ---- | ---- |
| Рождаемость (на 1000 человек)                 | 13,3 | 12,5 | 13,7 | 14,3 | 14,3 | 14,6 | 13,5 | 12,7 |
| Смертность (на 1000 человек)                  | 22,4 | 20,9 | 17,9 | 17,5 | 18,1 | 17,4 | 17,1 | 18,2 |
| Естественный прирост (на 1000 человек)        | -9,1 | -8,4 | -4,2 | -3,2 | -3,8 | -2,8 | -3,6 | -5,5 |
| Естественный прирост (в абсолютном выражении) | -323 | ...  | ...  | -111 | -136 | -98  | -130 | -197 |
| Миграционный прирост (в абсолютном выражении) | +72  | ...  | ...  | +140 | +164 | +325 | +275 | +311 |

### Национальный состав
| Национальный состав | По переписи 2009 года | По переписи 2009 года | По переписи 2019 года | По переписи 2019 года |
| Национальный состав | Численность           | %                     | Численность           | %                     |
| ------------------- | --------------------- | --------------------- | --------------------- | --------------------- |
| Белорусы            | 35 875                | 92,79%                | 35 398                | 91,53%                |
| Русские             | 1830                  | 5,09%                 | 1822                  | 4,71%                 |
| Украинцы            | 349                   | 0,97%                 | 522                   | 1,35%                 |
| Поляки              | 100                   | 0,28%                 | 157                   | 0,41%                 |
| Армяне              | 70                    | 0,19%                 | 91                    | 0,24%                 |
| Азербайджанцы       | 23                    | 0,06%                 |                       |                       |
| Грузины             | 19                    | 0,05%                 |                       |                       |
| Цыгане              | 16                    | 0,04%                 |                       |                       |
| Татары              | 12                    | 0,03%                 |                       |                       |
| Немцы               | 12                    | 0,03%                 |                       |                       |

По данным переписи 1939 года, в Логойском районе (в границах того времени) проживало 40 034 человека: 36 762 белоруса (91,8%), 1207 евреев (3%), 1155 русских (2,9%), 409 украинцев (1%), 201 поляк (0,5%) и 300 представителей других национальностей.

## Транспорт
Через район проходят автомобильные дороги М3 Минск — Витебск, Р3 Логойск — Браслав, Р58 Минск — Мядель,  Р63 Борисов — Ошмяны и Р66 Логойск — Калачи.
В Логойске и Плещеницах работают автостанции, соединяющие город и городской посёлок с малыми населёнными пунктами района.

## Экономика
Выручка от реализации продукции, товаров, работ, услуг за 2017 год составила 598,2 млн рублей (около 299 млн долларов), в том числе 92,1 млн рублей пришлось на сельское, лесное и рыбное хозяйство, 322 млн на промышленность, 28,6 млн на строительство,  121,1 млн на торговлю и ремонт, 34,4 млн на прочие виды экономической деятельности.
Средняя зарплата работников в Логойском районе составила 97,7% от среднего уровня по Минской области.

### Промышленность
Крупнейшие предприятия промышленности — ЧПУП «Амкодор-Логойск» (производит технику для лесопромышленного комплекса; ранее — ПРУП «Завод ЭПОС», занимавшееся производством специального технологического оборудования, в 2011 году присоединено к ОАО «Амкодор»), ОАО «Кобальт» (гвозди, металлические контейнеры, прочие металлические изделия), ИПООО «Минавто» (изделия из пластмассы и металла для автомобильной промышленности), СООО «Лекфарм» (фармацевтика), РУП «Логойский комхоз», ООО «Полипринт», ООО «Логополимер», ООО «Белмедутилизация», СП ООО «Бокемин» (противопожарное оборудование). ОАО «Кобальт» и СП ООО «Бокемин» располагаются в Плещеницах, остальные предприятия — в Логойске. В деревнях Логойского района расположены производственные мощности предприятия по выпуску тротуарной плитки и других стройматериалов ООО «Чистый двор».

### Сельское хозяйство
В 2017 году сельскохозяйственные организации района собрали 72,3 тыс. т зерновых и зернобобовых культур при урожайности 32,5 ц/га (средняя по области — 35 ц/га). В 2017 году сельскохозяйственные организации района реализовали 9,3 тыс. т мяса скота и птицы и произвели 65,7 тыс. т молока (средний удой — 5281 кг). На 1 января 2018 года в сельскохозяйственных организациях района содержалось 33,4 тыс. голов крупного рогатого скота, в том числе 12,5 тыс. коров. Птицефабрики района в 2017 году произвели 14,6 млн яиц; птицефабрика «Победа» (с 2014 года — филиал ОАО «Первая Минская птицефабрика») расположена в окрестностях Плещениц.

## Здравоохранение
В структуру ГУЗ «Логойская ЦРБ» входят: центральная районная больница, 2 поликлиники, Плещеницкая 2-я районная больница, 1 участковая больница, 7 больниц сестринского осмотра, 24 ФАПа, 2 круглосуточные посты скорой медицинской помощи.
В 2016 году в организациях Министерства здравоохранения Республики Беларусь, расположенных на территории района, работало 80 практикующих врачей (22,5 на 10 тысяч человек) и 310 средних медицинских работников (87,3 на 10 тысяч человек). В больницах насчитывалась 281 койка (79,1 на 10 тысяч человек).

## Наука
Помимо белорусского космического агентства, работы по созданию уже начались в Беларуси, планируется создание собственного центра управления полётами (будет открыт в здании Объединённого института проблем информатики в Минске. В него будет поступать информация с командно-измерительного пункта (планируется построить в Логойском районе).

## Образование
Систему образования Логойского района составляют:
- 23 дошкольных учреждений[38]
- учреждения общего образования — 1 гимназия (Логойск), 13 средних школ, 8 учебно-педагогических комплексов "детский сад-средняя школа", 1 базовая школа (Избищенская базовая школа Логойского района), 1 вечерняя школа
- 2 центра детского творчества
- Социально-педагогический центр (Логойский районный социально-педагогический центр)[39]
- 2 детских домов семейного типа
- Центр туризма и краеведения
- Ресурсный центр информационных технологий и технических средств обучения

## Культура
В районе есть необходимая база для организации свободного времени, удовлетворения потребностей и развития творческих способностей жителей: 2 детские школы искусств, Дом ремёсел, гончарная мастерская, 42 библиотеки, 29 клубных учреждений, Логойский историко-краеведческий музей имени Константина и Евстафия Тышкевичей, художественная галерея Сергея Фёдоровича Давидовича, районный центр культуры.
В 2016 году Государственный мемориальный комплекс «Хатынь» посетило 235,2 тыс. человек, Логойский историко-краеведческий музей имени Константина и Евстафия Тышкевичей — 3,4 тыс. человек. Действует также филиал Литературного музея Янки Купалы «Окопы» в д. Хоружинцы .

## События и мероприятия
- Ежегодная научно-практическая конференция «IX Тышкевичские чтения: историко-культурное наследие магнатского рода Тышкевичей в контексте визуальной культуры»
- 21-23 июля 2023 года — областной молодёжный туристический фестиваль «TourFest-2023»

## Достопримечательности
- Мемориальные комплексы: Хатынь, Дальва
- Фрагменты бывшей усадьбы графов Тышкевичей в Логойск
- Свято-Успенская церковь (1865) в аг. Косино
- Церковь Св. апостолов Петра и Павла в г. п. Плещеницы

### Памятники природы, заказники
- «Родник Логозинка» — гидрологический памятник природы местного значения
- «Родник Добренево» — гидрологический памятник природы местного значения

## Галерея

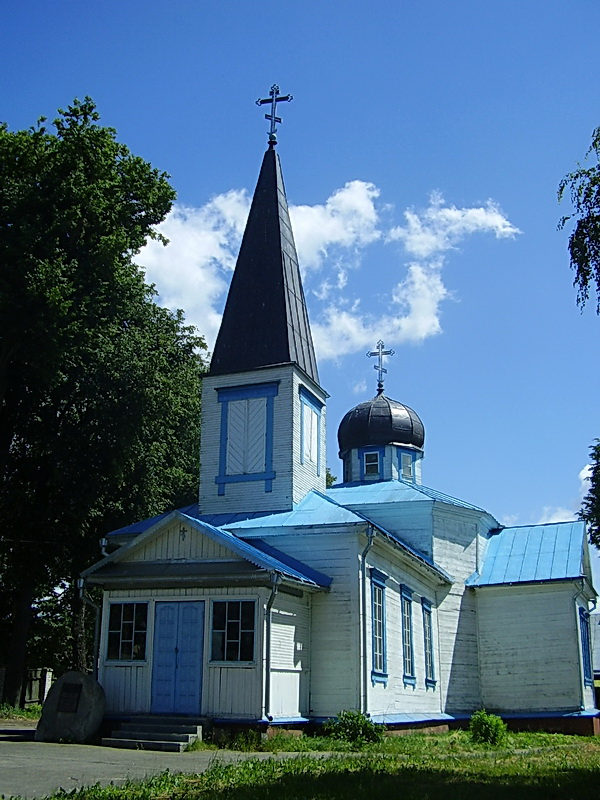
Свято-Успенская церковь в аг. Косино
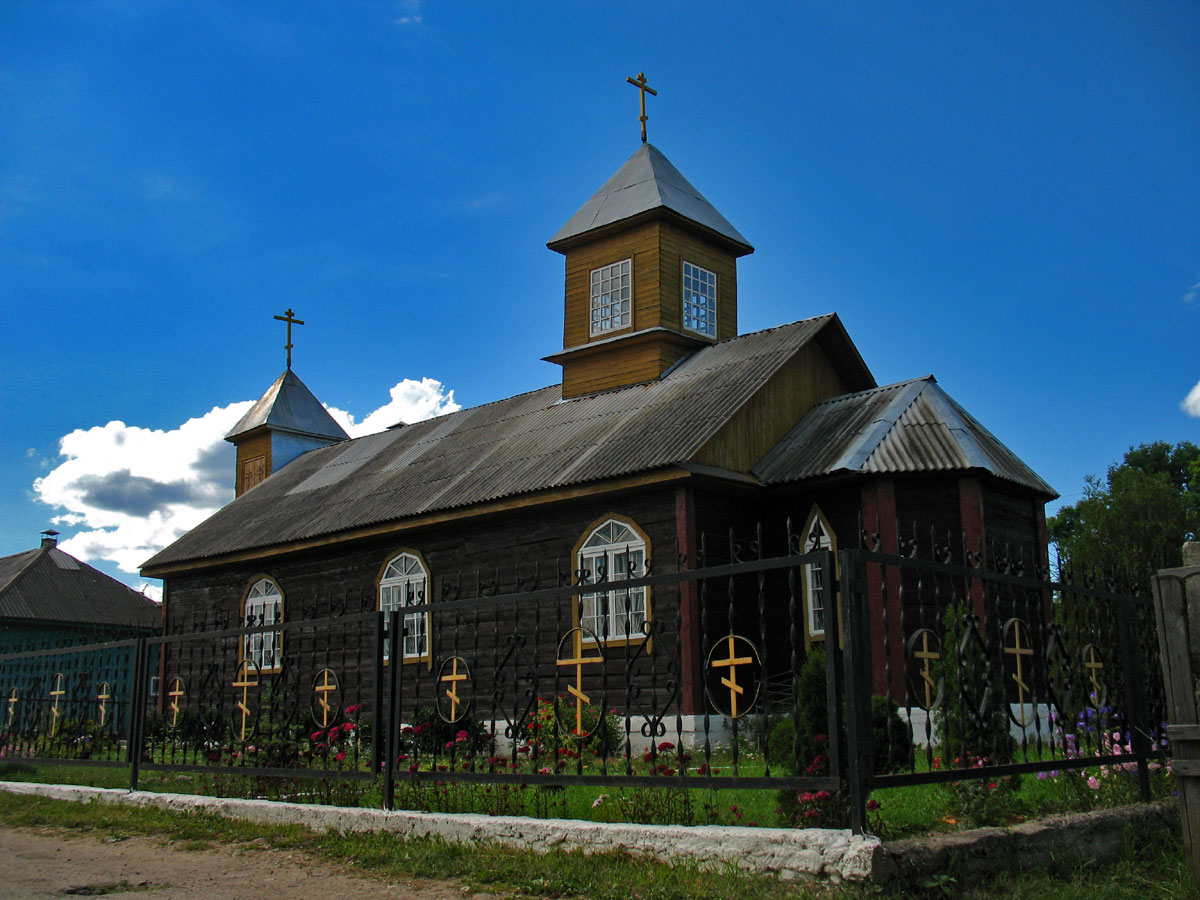
Церковь Св. апостолов Петра и Павла в г. п. Плещеницы

## Археология
- Археологические памятники: стоянка эпохи неолита, камень-следовик бронзового века, городища и курганные могильники[41].
- Около деревни Малые Бесяды найдено навершие булавы, которое относится к типу І по А. Н. Кирпичникову и может быть датировано концом X — началом XII века. Наиболее вероятной представляется датировка XI веком[42].

## Спорт
- Два горнолыжных курорта Силичи и Логойск.
- Плещеницкое училище олимпийского резерва по видам спорта: лыжные гонки, биатлон, лёгкая атлетика, двоеборье.